# Belägringen av Sardis
Belägringen av Sardis (498 f.Kr.) företogs av en allians av greker från Jonien, Aten och Eretria. De stod under Aristagoras av Miletos och Eualkides av Eretria befäl. Det var en del av det joniska upproret (499-494 f.Kr.) och de persiska krigen (500-449 f.Kr.).

## Bakgrund
Aristagoras av Miletos, som å exilnaxanerna och Dareios I:s vägnar hade lett och förlorat belägringen av Naxos 499 f.Kr. avsade sig sin post som tyrann av Miletos efter nederlaget och bytte till den grekiska sidan i det joniska upproret.
Aristagoras bad Aten och Sparta om militärt stöd för ett fälttåg mot Dareios. Sparta vägrade på grund av att de redan låg i konflikter på Peloponnesos, men Aten samtyckte och sände 20 fartyg; dess allierade Eretria sände ytterligare fem fartyg, som stod under Eualkides befäl.

## Sardis
Enligt Herodotos kvarstannade Aristagoras i Miletos och överlämnade befälet över den joniska armén till sin bror Charopinos och en annan miletisk medborgare vid namn Hermofantos. Den kombinerade jonisk-atensk-eretrianska armén plundrade och brände sedan staden. Sardis var av mycket stort strategiskt värde, eftersom det var huvudstad i det persiska satrapdöme, som låg närmast Grekland och änpunkt för den Kungliga vägen, som började i Persepolis. Satrapen Artafernes lyckades ta sin tillflykt till Sardis akropolis tillsammans med en stark styrka.
På grund av de lokala lydiernas fientlighet drog sig grekerna tillbaka till Efesos, förföljda av Artafernes. De persiska trupperna konfronterade dem sedan i slaget vid Efesos, där grekerna blev besegrade.
Atens och Eretrias inblandning i Sardis förstörelse förläts inte och perserna satte sig i sinnet att förstöra de båda städerna. 490 f.Kr. gav sig en persisk styrka av till Grekland med målet att straffa Aten och Eretria. Perserna lyckades plundra Naxos och Eretria, som förstördes och fick sina invånare förslavade. Aten undgick dock tills vidare samma öde genom att besegra perserna i slaget vid Marathon.